# Lijst van staatssecretarissen van de Zuid-Afrikaansche Republiek
Dit is een lijst van staatssecretarissen van de Zuid-Afrikaansche Republiek, ook bekend als Transvaal.

## Lijst van staatssecretarissen van de Zuid-Afrikaansche Republiek
| Persoon | Persoon                 | Ambtstermijn                  | Opmerking                                                |
| ------- | ----------------------- | ----------------------------- | -------------------------------------------------------- |
|         | Willem Eduard Bok       | 1880 – 10 januari 1889        | 1ste Staatssecretaris van de Zuid-Afrikaansche Republiek |
|         | Willem Johannes Leyds   | 10 januari 1889 - 31 mei 1898 | 2ste Staatssecretaris van de Zuid-Afrikaansche Republiek |
|         | Cornelis van Boeschoten |                               | Waarnemend staatssecretaris voor Willem Johannes Leyds   |
|         | Francis William Reitz   | 31 mei 1998 – 31 mei 1902     | 3ste Staatssecretaris van de Zuid-Afrikaansche Republiek |